# Su Anasy Corona
Su Anasy Corona est une corona, formation géologique en forme de couronne, située sur la planète Vénus par -78° S et 39° E. Elle est localisée dans le quadrangle d'Hurston. Elle a été nommée en référence à Su Anasy, divinité Tartar / Koumyk / Karachay mère de l'eau.

## Géographie et géologie
Su Anasy Corona couvre une surface circulaire d'environ 300 km de diamètre. 